# Hochwald Sprudel
Hochwald Sprudel ist ein Mineralbrunnen und Getränkehersteller. Der Sitz des Unternehmens befindet sich in Schwollen, einer Ortschaft im Landkreis Birkenfeld in Rheinland-Pfalz. Der Unternehmensname nimmt Bezug auf die Lage Schwollens am Rand des Schwarzwälder Hochwalds.

## Geschichte
1953 begann Reinhard Schupp mit der Abfüllung und dem Vertrieb von Mineralwasser. Sukzessive wurden mehrere Mineralquellen erschlossen. 2005 wurde der in unmittelbarer Nachbarschaft liegende Mitbewerber Diamant Quelle übernommen.

## Struktur
Führungsgesellschaft und oberste Konsolidierungsebene der Unternehmensgruppe ist die Hochwald Sprudel Verwaltungsgesellschaft mbH mit Sitz in Schwollen. Ihr untergeordnet sind die folgenden Gesellschaften, zu denen Beherrschungs- und Gewinnabführungsverträge bestehen:
- Schupp GmbH: Besitzgesellschaft für Immobilien
- Hochwald Sprudel Schupp GmbH: Produktion der Hochwald-Produktgruppe, Konzernlogistik
- Markengetränke Schwollen GmbH: Produktion weiterer Marken[1]

Die Gruppe produziert und vertreibt neben stillem und kohlensäurehaltigem Mineralwasser auch eine breite Palette alkoholfreier Erfrischungsgetränke. Neben der Stammmarke Hochwald Sprudel werden auch die Marken Berg Quellen (bis 15. März 2021: Berg Quelle) sowie Diamant Quelle produziert.
Neben den drei Marken Hochwald, Berg Quellen und Diamant Quelle werden Produkte aus den Quellen der Unternehmensgruppe auch als Handelsmarken für verschiedene Ketten des Lebensmitteleinzelhandels abgefüllt.

### Schwollen
- Del Bon
- B2
- B3 (bis 15. März 2021: Berg Quelle)
- Euro Quelle
- Hochwald
- Steinau-Quelle
- Euro Eau Quelle

### Thalfang
- Berg Quelle
- Erbeskopf Quelle